# NGC 1406
NGC 1406 este o emission-line galaxy⁠(d) situată în constelația Cuptorul. A fost descoperită în 1835 de către John Herschel. Se află la o distanță de 19,59 megaparseci de Pământ.